# Decatur (Wisconsin)
Decatur è un comune degli Stati Uniti, situato in Wisconsin, nella Contea di Green.